# Polskie Towarzystwo „Oświata” w Nieświeżu
Polskie Towarzystwo „Oświata” w Nieświeżu (znane także pod nazwą: Towarzystwo „Oświata” i „Oświata”) – polska organizacja społeczna założona w 1906 roku, działająca w Nieświeżu i na terenie powiatów: nowogródzkiego, słuckiego i częściowo mińskiego guberni mińskiej Imperium Rosyjskiego. Jej zadaniem było edukować mieszkańców tych terenów, zwłaszcza dzieci, w duchu polskości, a także umacniać i rozpowszechniać na tych ziemiach polską kulturę, język i świadomość narodową. Organizacja była traktowana z niechęcią przez władze rosyjskie, ponieważ umacnianie polskości na ziemiach zabranych było sprzeczne z realizowaną przez administrację państwową strategią rusyfikacji i asymilacji. Pod koniec 1909 lub na początku 1910 roku zdelegalizowana, przeszła do działalności konspiracyjnej.

## Okoliczności społeczno-polityczne
12 grudnia 1904 roku, wraz z nastaniem w Imperium Rosyjskim tzw. „wolnościowych czasów”, wydany został ukaz carski znoszący częściowo ograniczenia dotyczące nauki języka polskiego. Zezwalał on na wykładanie go w rosyjskich szkołach elementarnych i średnich, jednak jako przedmiot nadobowiązkowy, prowadzony poza godzinami obowiązkowej nauki za dodatkową, wysoką opłatą. Była ona tym wyższa, im mniej rodziców wyraziło chęć posyłania dzieci na takie zajęcia. Tego rodzaju warunki nie zaspokajały potrzeb oświatowych społeczności polskiej zamieszkującej gubernię mińską. Oczekiwała ona bowiem nie tylko nauki języka ojczystego przez ich dzieci, ale także wychowania w polskim duchu patriotycznym. Powstawały zatem polskie tajne szkółki, nauczające języka, historii i kultury polskiej, a także umacniające polską świadomość narodową. Według raportów carskiej policji, działalność taka była w guberni mińskiej szeroko rozpowszechniona.

## Działalność
4 marca 1906 roku wydany został ukaz ułatwiający zakładanie organizacji społecznych. W związku z tym, polscy działacze oświatowi w Nieświeżu powołali do życia Polskie Towarzystwo „Oświata” w Nieświeżu, które zostało oficjalnie zarejestrowane przez władze rosyjskie 21 grudnia 1906 roku. Jego zamiarem było otoczyć opieką tajne polskie szkółki na terenie powiatów: nowogródzkiego, słuckiego i częściowo mińskiego guberni mińskiej Imperium Rosyjskiego. W skład pierwszego zarządu organizacji weszli: prezes – ziemianin Józef Reytan; wiceprezes – główny zarządca Radziwiłłów Olgierd Świda; sekretarz – Bolesław Grabowski; skarbnik – Kazimierz Romanowicz. Członkowie organizacji podkreślali konieczność otwierania kół we wsiach i zaściankach, a nie tylko w dworach.
W Towarzystwie miała miejsce dyskusja, w jakim języku uczyć dzieci białoruskie. Ostatecznie podjęto decyzję, że Towarzystwo zajmować się będzie rozwojem wyłącznie szkolnictwa o charakterze polskim, jednocześnie nie zmuszając do korzystania z niego tych, którzy chcieli uczyć się w języku białoruskim.

## Stosunek ludności
Nastawienie rdzennej ludności guberni mińskiej do działalności oświatowej Towarzystwa „Oświata” było z reguły pozytywne. Rodzice chętnie posyłali swoje dzieci do nauki w nielegalnych polskich szkołach, pomimo faktu, że w przypadku wykrycia tego procederu przez rosyjską policję groziła im kara. Sporadycznie zdarzały się jednak przypadki donoszenia władzom na nauczycielki ludowe. Dokonywali tego czasem nawet księża katoliccy i ziemianie, tradycyjnie kojarzeni na tych ziemiach z polskością. Prawdopodobnie kierowała nimi obawa przez represjami lub przed oświeceniem niższych warstw społecznych, co ziemianie mogli postrzegać za niekorzystne dla swoich interesów. Były to jednak pojedyncze przypadki. Bywało też, że chłopi tłumaczyli wysyłanie swoich dzieci do polskich szkół dlatego, że tak chciał pan.
Przeciwko rozwojowi polskiego szkolnictwa protestowały niektóre organizacje rosyjskie, m.in. członkowie Czarnej Sotni. W dniach 28–31 sierpnia 1908 roku w Mińsku odbył się zjazd „bractwa prawosławnego”, na którym przyjęto rezolucję domagającą się zaostrzenia prawa w sprawach karania za tajne nauczanie. Negatywne opinie ukazywały się także na łamach rosyjskiej prasy.

## Stosunek władz rosyjskich
Mimo że Towarzystwo zostało zalegalizowane przez władze rosyjskie, nie oznaczało to, że praca na rzecz wzmacniania polskości będzie tolerowana. Władze wyrażały opinię, że jest ona przeszkodą w asymilowaniu żywiołu polskiego przez rosyjski i w różny sposób utrudniały działalność „Oświaty” i innych podobnych organizacji w zachodniej części Imperium Rosyjskiego. Przeprowadzano ciągłe i szczegółowe kontrole w poszukiwaniu naruszenia statutu, który stanowiłby podstawę do jej zamknięcia. Wiosną 1909 roku miński gubernator ocenił jednak, że zamknięcie „Oświaty” będzie trudne, gdyż nie łamie ona prawa, a jej członkowie nie zakładają na ogół szkółek i oficjalnie ich nie finansują.
W 1909 roku rozpoczęła się masowa likwidacja polskich organizacji oświatowych przez władze rosyjskie. Zlikwidowano „Oświatę” w Wilnie, Kijowie, a 5 grudnia 1909 roku decyzję o samorozwiązaniu pod naciskiem władz podjęło Polskie Towarzystwo „Oświata” w Mińsku. Wkrótce ten sam los spotkał Towarzystwo w Nieświeżu. W rzeczywistości jednak przeszło ono do działalności konspiracyjnej. W tym samym czasie nastąpiło znaczne nasilenie walki przeciwko polskiemu nielegalnemu nauczaniu. Działania te okazały się skuteczne i doprowadziły do ograniczenia zasięgu polskiej oświaty.